# Jakiegoż to gościa mieliśmy
Jakiegoż to gościa mieliśmy. O Annie Świrszczyńskiej – książka Czesława Miłosza o życiu i twórczości poetki, wydana w 1996 r. w krakowskim wydawnictwie  Znak.
Trzy pierwsze rozdziały studium poświęconego życiu i poezji Anny Świrszczyńskiej ukazały się wcześniej na łamach Tygodnika Powszechnego (1994, nr 51-51; 1995, nr 20, 32), ostatni drukowany był w „Rzeczpospolitej” (1966, nr 209). W książce wykorzystano zdjęcia poetki i jej rodziny pochodzące z archiwum córki poetki Ludmiły Adamskiej-Orłowskiej. W tekście znalazło się ok. czterdziestu wierszy Świrszczyńskiej.
Miłosz bardzo cenił twórczość Świrszczyńskiej, choć dość podejrzliwie traktował parające się piórem kobiety. W 1985 r. ukazał się w Stanach Zjednoczonych  wybór jej utworów pod pseudonimem Anna Swir w tłumaczeniu na język angielski dokonanym przez poetę i Leonarda Nathana  (Happy as a Dog’s Tail, 1985). Nowe poszerzone wydanie, pod zmienionym tytułem Talking To My Body, które ukazało się w 1996 r., zawiera również wstęp i komentarz Czesława Miłosza oraz  rozmowę obu tłumaczy. Edycja dwujęzyczna: Talking to My Body / Mówię do swojego ciała, zawierająca ponadto trzydzieści barwnych reprodukcji obrazów Jana Świerczyńskiego (1882-1973), ojca poetki, ukazała się w Krakowie w 2002 r. z inicjatywy Ludmiły Adamskiej-Orłowskiej. 
W 1997 r. w serii Kolekcja Literatury Polskiej XX Wieku wydano zbiór wierszy Anny Świrszczyńskiej pt. Poezja w wyborze i opracowaniu Miłosza. Poeta poświęcił jej też jeden z wierszy: Tłumacząc Annę Świrszczyńską na wyspie Morza Karaibskiego z tomu Na drugim brzegu rzeki.

O swojej fascynacji poetką pisał: 

Im więcej czytam Świrszczyńską, tym głębiej pogrążam się w trudne do nazwania odczucie jej rzeczywistego istnienia. Ta moja koleżanka pokoleniowa była urzekającą istotą, elfem może albo Rozalindą i Mirandą z Szekspira.

## Zawartość
- Portret rodzinny
- Kaligrafie Anny
- Anna i wojna
- Telimena wyzwolona

## Recenzje i omówienia
- Baran Józef, Platoniczna miłość Miłosza, „Sycyna” 1997, nr 5, s. 17.
- Baranowska Małgorzata, Miłosz semper fidelis, „Tygodnik Powszechny” 1997, nr 11, s. 9
- Borkowska Grażyna, Świrszczyńska i Miłosz. Spotkanie w pół drogi, „Wyrazy” 1997, nr 1, s. 47-50.
- Dzieciątkowska Urszula, Opowieść o starej czarownicy, „Tygiel Kultury” 1997, nr 1-2, s. 97-98.
- G.K., „Kwartalnik Artystyczny” 1997, nr 3, s. 144-145.
- Gorczyńska Renata, Późna miłość, „Zeszyty Literackie” 1997, nr 2 (58), s. 146-149.
- Górnicka-Boratyńska Aneta, Jedność wierszy i osoby, „Res Publica Nowa” 1997, nr 7/8, s. 107-109.
- Korkozowicz Jerzy, Przedszkole, Świrszczyńska, Miłosz, „Głos Nauczycielski” 1997, nr 7, s. 7.
- Legeżyńska Anna, Metamorfozy Anny Świrszczyńskiej, „Polonistyka” 1997, nr 3, s. 182-186.
- Lektor (Fiałkowski Tomasz), „Tygodnik Powszechny” 1996, nr 40, s. 13.
- Lorkowski Piotr Wiktor, ”Niewiasta dzielna”, „Topos” 1997, nr 3, s. 92.
- Miasiak-Broda Iwona, Relikt Miłosza, „Odra” 1997, nr 11, s. 130-132.
- Myszkowski Krzysztof, ”Nie ja” Anny Świrszczyńskiej, „Kwartalnik Artystyczny” 2012, nr 3,  s. 151-154.
- Niewiadomski Andrzej, Miłosna pasja noblisty, „Nowe Książki” 1996, nr 12, s. 23-24.
- Skibiński Ziemowit, Mężczyzna Miłosz i naga poezja, „Tygiel Kultury” 1997, nr 1-2 s. 99-102.
- Skibiński Ziemowit, Miłosz i naga poezja, „Masovia Mater” 1997, nr 5, s. 6.
- Sobolewska Justyna, Jestem baba. Bardzo cielesna, wręcz fizjologiczna, „Życie” 1996, nr 14, s. 9.
- Stanuch Stanisław, Z poręczenia Czesława Miłosza, „Wiadomości Kulturalne” 1996, nr 44, s. 20.
- Szuster Urszula, Czesława Miłosza – esej o Annie Świrszczyńskiej, „Tarniny” 1997, nr 1, s. 20.
- Szymańska Adriana, Triumf wolności, „Plus Minus” 1996, nr 51, s. 14.
- Zaworska Helena, Podziw Miłosza, „Gazeta Wyborcza” 1996, nr 271, s. 13.